# 薩利克斯 (愛荷華州)
薩利克斯（英語：Salix）是一個位於美國愛荷華州伍德伯里縣的城市。

## 地理
薩利克斯的座標為42°18′28″N 96°17′14″W / 42.30778°N 96.28722°W，而該地的平均海拔高度為329米（即1079英尺）。

## 人口
根據2010年美國人口普查的數據，薩利克斯的面積為3.96平方千米，當中陸地面積為3.94平方千米，而水域面積為0.02平方千米。當地共有人口363人，而人口密度為每平方千米91人。